# 李白 (印尼企業家)
李白（又名 Lie Zen，1957年1月7日— ）是印尼華裔企業家，印尼力寶集團副董事長。李白是力宝集团创始人李文正的儿子。 2005年，力宝将其对力宝银行的控制权割让给马来西亚的国库控股。自从皈依基督教福音派后，李白现在专注于神学的研究。

## 家庭
李白（James Riady）与家人住在Karawaci。他与Aileen Hambali结婚，育有四个孩子：Caroline Riady Djojonegoro、李川（John Riady）、Stephanie Riady和Henry Riady。李白的父亲是李文正（Mochtar Riady），一位著名的印尼華裔商人。 